# Pier Marcellino Corradini
Pier Marcellino Corradini (ur. 2 czerwca 1658, zm. 8 lutego 1743) – włoski kardynał, Czcigodny Sługa Boży Kościoła katolickiego.

## Życiorys
W wieku 11 lat został wysłany na studia do Rzymu, gdzie uzyskał tytuł doktora praw. Od 1685 pracował jako prawnik w kurii rzymskiej. 1707 wyświęcony na tytularnego biskupa Aten. W 1712 papież Klemens XI mianował go kardynałem. Prefekt Św. Kongregacji Soboru Trydenckiego (obecnie Kongregacja ds. Duchowieństwa) od 26 listopada 1718 do 12 maja 1721, następnie pro-datariusz papieży Innocentego XIII i Benedykta XIII. Na konklawe 1730 był wysuwany jako kandydat na papieża, do wymaganej większości zabrakło mu jednak 6 głosów. 1731 zrezygnował z funkcji Pro-datariusza Jego Świątobliwości, gdyż nowy papież Klemens XII powierzył mu negocjowanie kilku traktatów między Stolicą Apostolską a Hiszpanią, Neapolem i Austrią. Biskup Frascati od 1734 roku. Na konklawe 1740 ponownie wysuwano jego kandydaturę, jednak tym razem nie uzyskał już tak znacznego poparcia. Zmarł niespełna 3 lata później po długiej i poważnej chorobie w swoim pałacu na Via Lata w Rzymie. Został pochowany w bazylice S. Maria in Trastevere. W 1993 w Palermo rozpoczęto jego proces beatyfikacyjny (1999 zamknięto etap diecezjalny).
24 kwietnia 2021 papież Franciszek zatwierdził dekret o heroiczności cnót.